# بيدرو تروليو
بيدرو تروليو (بالإسبانية: Pedro Troglio) ولد 28 يوليو 1965 في بوينس آيرس، هو لاعب كرة قدم أرجنتيني سابق كان يلعب كلاعب وسط. سبق له أن لعب في كأس العالم لكرة القدم مع منتخب بلاده. لعب خلال مسيرته 448 مباراة سجل خلالها 46 هدفاً.

## المسيرة الاحترافية

### أندية لعب لها
- أتلتيكو ريفر بليت
- هيلاس فيرونا
- نادي لاتسيو
- نادي أسكولي
- أفيسبا فوكوكا
- جيمناسيا لابلاتا

## روابط خارجية
- بيدرو تروليو على موقع الاتحاد الدولي (مؤرشف)  (الإنجليزية)
- بيدرو تروليو على موقع رابطة كرة القدم اليابانية للمحترفين (اليابانية)
- بيدرو تروليو على موقع قاعدة بيانات كرة القدم.إي يو (الإنجليزية)
- بيدرو تروليو على موقع ناشيونال فوتبول تيمز (الإنجليزية)
- بيدرو تروليو على موقع Soccerbase.com (لاعب) (الإنجليزية)
- بيدرو تروليو على موقع Soccerway.com (الإنجليزية)
- بيدرو تروليو على موقع عالم كرة القدم.نت (الإنجليزية)